# 寶安商會王少清中學
寶安商會王少清中學（英語：Po On Commercial Association Wong Siu Ching Secondary School）是一所第一組別 (Band 1) 中學 ，學校以英文為主要教學語言。中一至中六級各設 4 班，是一所位於香港荃灣的英文中學，於1979年創校。

## 校政管理
歷任校監
- 1979年至1985年　曾超正 先生
- 1985年至1991年　周近智 先生
- 1991年至1995年　周浩明 先生
- 1995年至2003年　趙志錩 先生
- 2003年至2005年　趙志鴻 先生
- 2005年至2008年　鄧耀雄 先生
- 2008年至2012年　陳福林 先生
- 2012年至2020年　溫國雄 先生
- 2020年至今　趙熾堅 先生

歷任校長
- 1979年至1997年　陳兆明 先生
- 1997年至2010年　李民標 先生[2]
- 2010年至2021年　鍾佛成 先生[3]
- 2021年至今　陳志維 先生

歷任副校長
- 何釗志 先生[4]
- 陳紹基 先生[5]
- 程兆麒 先生[6]
- Miss 謝穗芬 女士[7]
- 趙懷信 先生

## 辦學宗旨與校訓
寶安商會王少清中學除引導學生明理上進，奉公守法外，更致力培養其德行，啟發其潛能。而校訓「敬遜時敏」則摘自儒家讀物《尚書》〈說命〉中「惟學，敬遜務時敏，厥修乃來」的說法。

## 歷史發展
寶安商會王少清中學由辦學團體寶安商會創辦，為該團體在香港所辦四所學校中的第三所。七十年代後期，寶安商會獲分配荃灣一座連環型校舍以開設中學，祖籍寶安大鵬鎮的慈善家王少清與寶安商會一同籌募建校經費，且捐款70萬港元作建校基金。學校於於1979年成立，為紀念王少清的貢獻，商會於是冠上其名作為校名的一部分。寶安商會王少清中學於1980年舉辦首屆陸運會，同年12月2日舉行校舍開幕典禮，由時任教育司陶建伉儷主持儀式。後於1983年派首屆畢業學生參加香港中學會考和開辦中六級，又舉辦首屆水運會。1998年，學校聘用首位外籍教師 Stephen Woods，同年成立家長教師會。踏入2000年代往後，學校自2004年開始換上新體育服式樣。由2010年至2011學年起，該校中一級主要科目改以英語教學，逐年推展至中六級。2013年與台灣多所大學結龍，為學生提供升學途徑。
班級結構方面，寶安商會王少清中學於1979年只開辦6班中一，校內於1980年只有中一及中二年級。發展至今且因應新高中學制推行，現時中一至三年級各設4班，中四至六年級各設4班。

## 學校組織
寶安商會王少清中學與其他中學一樣成立制服團隊，包括聖約翰救傷見習隊及女童軍。另外亦設不同興趣組織。

## 校園設施
寶安商會王少清中學位於新界西部荃灣區大壩街2號，佔地約5000平方米。2002年曾獲教育局撥款4000多萬元擴建及翻新校舍。及後於2004年11月，校內「清園」揭幕，同年展開2002年得到經費支持實行的美化校園計劃；除了在天台加建1層及於校園東南方加建5層高新翼教學樓之外，還擴大圖書館面積，建成天台空中花園。各課室裝有電子白板，所有授課地點及禮堂裝有空調，校內也設有1部升降機。
校舍設施如下：
| - 30個普通課室 - 1個語言學習室 - 4個實驗室 - 1個綜合科學實驗室 - 1個生物實驗室 - 1個物理實驗室 - 1個化學實驗室 - 2個電腦室 - 1個多媒體學習中心 | - 音樂室 - 視覺藝術室 - 設計與科技室 - 數學室 - 家政室 - 地理室 - 圖書館 - 自修室 - 教學研習室 | - 禮堂 - 校務處 - 校長室 - 2個教員室 - 4個球場 - 雨天操場 - 通用場（MPA） - 小食部 - 醫療室 - 社工室 - 空中花園 - 停車場 - 攀石場 |

## 爭議事件

### 男教師與女學生發生性行為導致其懷孕
2008年，在王少清中學任教數學科的陳承綱老師與一名中五級女學生發生性行為，並導致其懷孕。事情曝光後，該名男教師教唆該女學生墮胎。事後有知情人士透露該名陳姓男教師已經多次與不同的女學生發生越軌行為，之前亦曾經利用物質引誘多名中一及中二級的未成年女學生與他發生性行為。知情人士又透露時任校長李民標早已知悉事件，不過他考慮到自己即將退休，怕影響學校和個人聲譽，知道該男老師的惡行多年都沒有處理，也沒有向校監申報。最後該名陳姓男教師向學校請辭，轉到另一間中學繼續任教數學科。由於女學生和校方均沒有報警，事情最終不了了之，該名男教師繼續在香港中學執教多年。

### 實驗室技術員被辭退後向學校索償
2012年，學校實驗室技術員俞六根因五年前患上青光眼需要接受手術，然而校方在他完成手術治療後將其辭退。俞六根由律師代表入稟區域法院向學校索償，控告時任校監鄧耀雄及前任校長李民標等校方代表違反《殘疾歧視條例》。

### 校長禁止學生拍拖
王少清中學校長鍾佛成在2014年3月10日的校內刊物《清旬》中，表達校方禁止學生拍拖的立場，延續前任校長李民標的校政。鍾氏透過故事形式論及求學時期談過早戀愛的壞處，強調「愛不合時，抱恨終身」。至17日學校早會中，校長再重申學校禁止學生拍拖的規定，並公開被懷疑拍拖的學生名單。事後，有學生疑不滿學校的做法，寫信到報館，特此引起社會爭論。
校長鍾佛成就事件解釋表示，因最近收到幾位家長投訴，指有男女學生在校外穿着校服時作不恰當行為，希望校方關注。訓導主任程兆麒則指出，疑拍拖同學包括高中及初中生，名單是根據老師觀察所得。記者追問公開點名是否有損學生自尊心，程強調是希望學生明白校方不容有過火行為，又澄清並沒有處分學生。

### 強制學生參加深圳青少年軍校體驗營
2018年11月，有人在網上討論區貼出王少清中學的通告，指所有中三學生都需要在翌年4月參加於深圳舉辦的黃埔青少年軍校3日2夜體驗營。通告指出是OLE（其他學習經歷）過程的重要部分，學生務必參加。副校長謝穗芬表示由於未能預約大嶼山䃟石灣的香港基督教女青年會梁紹榮度假村舉辦體驗營，才選擇到深圳舉行活動。

### 外判保安員在學校廁所猝死
2020年8月，一名年約60歲的外判夜更保安員被工友發現暈倒在學校廁所內，救護員到場後證實事主當場不治。校方對保安員的離世表示惋惜，事件交由警方進行調查。

### 學生校內輕生墮樓
2022年6月24日，一名男學生於王少清中學墮樓，倒臥平台。警方及救護員接報到場，將男生清醒送往瑪嘉烈醫院搶救，警員在場發現懷疑男生留下的書包，調查事件以及男生墮樓原因，初步懷疑該男學生因學業及生活問題不開心而意圖輕生。

## 著名/傑出校友
演藝、傳媒界
- 伍家駿（2006年中六）：香港作曲家[31][註 1]
- 黃庭鋒（2002年中二）：香港男藝人[34]
- 梁禮勤：香港電台唱片騎師（廣播節目《守下留情》主持人）[註 2]
- 鄭文：香港女藝人
- 廖益民（1985年）：香港電影導演、《變形金剛4：絕跡重生》副導演[4]

醫學、學術、教育界
- 潘烈文（1991年中七）：香港大學公共衞生學院教授及公共衞生實驗室科學分部主任（被喻為「港大醫學院抗沙士六子」之一）[35][36]
- 張斐怡（1994年中七）：前香港理工大學應用生物及化學科技教學系講師[35][37]
- 舒敬（1994年）：黃大仙天主教小學校長[35]
- 溫國雄（1987年中七）：前寶安商會王少清中學校監[38]
- 沈平（1988年中七）：南方科技大學電子與電氣工程系講席教授[39]
- 何政衛（2009年中七）：中華民國中央研究院數學研究所研究員，美國加州大學聖地牙哥分校數學博士[40][41]

體育界
- 姚俊勤（2007年中七）：香港羽毛球運動員、中國北京2008年奧運會香港區火炬接力火炬手[42]
- 石啟右（1999年）：三項鐵人教練[35][43]

## 外部連結
- 學校網頁 （页面存档备份，存于）
- 舊生會佈告版 （页面存档备份，存于）

22°22′17″N 114°06′37″E / 22.371384°N 114.110369°E